# Čestobrodica
Čestobrodica (serbisch-kyrillisch Честобродица) ist ein Bergdorf mit 327 Einwohnern in der Gemeinde Požega im westserbischen Bezirk Zlatibor.
Čestobrodica auf einer Höhe von 560 m ü. M. am Berg Južni Kučaj am Rande des Naturparks Kučajske Planine. Der Ort ist eine Streusiedlung, die sich vom Abzweig von der Staatsstraße 21 (Novi Sad–Prijepolje–Montenegro) etwa sieben Kilometer nördlich von Požega über mehrere Quadratkilometer nach Nordosten erstreckt. Im Ort gibt es neben weiterem Kleingewerbe die Firma Termorad, die Boiler herstellt.
Auf dem Gebiet des Ortes befindet sich die Cvijićeva jama, eine Höhle, die mit einer Tiefe von 171 Meter eine der tiefsten Serbiens ist.